# Dean Krivačić
Dean Krivačić (1977.) je hrvatski kazališni, televizijski i filmski glumac.

## Filmografija

### Televizijske uloge
- "San snova" kao Sebastijan "Lopov" (2023.)
- "Kumovi" kao beskućnik (2022.)
- "Metropolitanci" kao policajac Vili (2022.)
- "Ko te šiša" kao Pero (2018.)
- "Nemoj nikome reći" kao Lucasov otac iz mašte (2015.)
- "Kud puklo da puklo" kao Ivan (2014.)
- "Stipe u gostima" kao Marić (2012. – 2014.)
- "Provodi i sprovodi" kao Stjepan (2011.)
- "Pod sretnom zvijezdom" kao Zlatko Boras (2011.)
- "Najbolje godine" kao policajac (2011.)
- "TV vrtić" kao Jura Fura (2010. – 2014.)
- "Instruktor" kao Igor (2010.)
- "Dome slatki dome" kao asistent (2010.)
- "Dolina sunca" kao Stanko (2010.)
- "Zakon!" kao radio voditelj (2009.)
- "Sve će biti dobro" kao zabrinuti muškarac (2009.)
- "Hitna 94" kao Janko (2008.)
- "Zauvijek susjedi" kao Marko/Stavros (2007. – 2008.)
- "Bibin svijet" kao kupac/majstor (2007.)
- "Cimmer fraj" kao Gogi (2006.)
- "Bitange i princeze" kao prodavač (2005.)

### Filmske uloge
- "Simon čudotvorac" kao Jura (2013.)
- "Ijkl" (2011.)
- "Koko i duhovi" kao Franjo (2011.)
- "Odredište Nepoznato" kao Cigo (2011.)
- "Penelopa" kao prosac #1 (2009.)
- "Nije kraj" kao mladić na tulumu (2008.)
- "Za naivne dječake" kao Goran Batušić (2007.)
- "Posljednja pričest" (2005.)
- "Srce nije u modi" kao TV snimatelj (2000.)

### Sinkronizacija
- "Violetta" (2015.)
- "Avioni 2: Nebeski vatrogasci" (2014.)
- "Čudovišta sa sveučilišta" (2013.)
- "Auti 2" kao Viktor Hugo (2011.)
- "Priča o igračkama 1, 2, 3" kao Žićo (2010.)
- "Fantazija 2000" kao Paško Patak (2010.)
- "Divlji valovi" kao Rob Machado i Ivan (2007.)

## Vanjske poveznice
- Dean Krivačić u internetskoj bazi filmova IMDb-u (engl.)